# 芹澤孝悦
芹澤孝悦（せりざわ・たかよし、1979年（昭和54年）11月17日 - ）は、日本の実業家。プランティオ株式会社（英語表記：PLANTIO,Inc.）代表取締役CEO。アーバンファーミング(都市農)プロデューサー。祖父は「プランター」という和製英語を発案・製品を開発してセロン工業を創業した芹澤次郎。

## 経歴
東京都渋谷区に生まれる。東海大学付属高輪台高等学校、東海大学英文学科を卒業した。学生時代はジャズプレイヤーを目指していた。 新卒でモバイルコンテンツの制作会社に入社し、エンターテインメント系コンテンツのプロデューサーを経験した後、2008年、28歳で祖父・芹澤次郎の創業した、日本で初めて「プランター」という和製英語を発案・製品を開発し、世に広めた家業であるセロン工業に入社する。この入社は、2代目社長だった父が倒れたことが原因だった。
2011年に男性から女性に花を贈るフラワーバレンタインを業界統一キャンペーンとして発足させ、2012年には業界最大の国際園芸博覧会フロリアードの日本国政府スタッフとして参画。
その後、セロン工業の社長に就任し、「プランター」を現代にあった形で再定義・再発明することを目的に2015年に経済産業省J-Startup認定のスタートアップ「プランティオ」を創業。
プランティオは、持続可能な食と農をアグリテインメントな世界へをヴィジョンに、民主的で持続可能な食と農的活動を支援するプラットフォーム「grow」を開発・提供し、シェアリングIoT農園『grow FIELD』、野菜栽培ガイドアプリ『grow』、IoTセンサー『grow CONNECT』などのサービスを展開。「共給共足」という相互扶助の精神を基軸とし、アーバンファーミングの普及を通じ、グリーン・フード・インフラの構築、ひいては次世代のオルタナティブなフード・システムの社会実装を目指している。
経済産業省・独立行政法人日本貿易振興機構（JETRO）主催「始動 Next Innovator 2020」の最終発表会審査員を務める。

## 受賞歴
- 2018年 クックパッドアクセラレータ ビジネスプランコンテスト 優秀賞[8]
- 2019年 経済産業省J-Startup 認定スタートアップ[9]
- 2020年 スマートプランター『grow HOME』グッドデザイン賞 「園芸用品」カテゴリー[10]
- 2024年 Forbes JAPAN創刊10周年記念号「日本の起業家名鑑400」に選出[11]

## メディア出演歴
- テレビ東京「東京GOOD! TREASURE MAP」[12]
- テレビ朝日「ANN NEWS」[13]
- NHK総合「シブ5時」[14]
- JETRO Global Eye「世界は今」[15]
- 吉本興業チャンネル「これが未来の新常識！教えてスタートアップ！」[16]
- CNA Insider「Can Facial Recognition Tools Aid In Growing Plants？」[17]
- J-WAVE 堀田茜ナビゲート「ENEOS FOR OUR EARTH～ONE BY ONE～」[18]
- J-WAVE 甲斐まりかナビゲート「BLUE IN GREEN」[19]
- J-WAVE 81.3 FM JK RADIO TOKYO UNITED「The Hidden Story」
- J-WAVE 市川紗椰ナビゲート「TIME AND TIDE」[20]
- TOKYO FM 「DUNLOP presents みらい図鑑」[21]
- ZIP-FM ORIGINAL PODCAST 『HEROQUEST』[22]
- テレビ東京「TOKYO STARTUP DEGAWA〜事業継承の現場へ潜入〜」[23]
- テレビ東京「東京交差点　ＯＮＥ　ＭＯＭＥＮＴ【新しい形！ビルの屋上でシェア農園】」[24]
- 日本テレビ「博士は今日も嫉妬する」[25]
- TBS「がっちりマンデー！！」[26][27]